# Naviglio

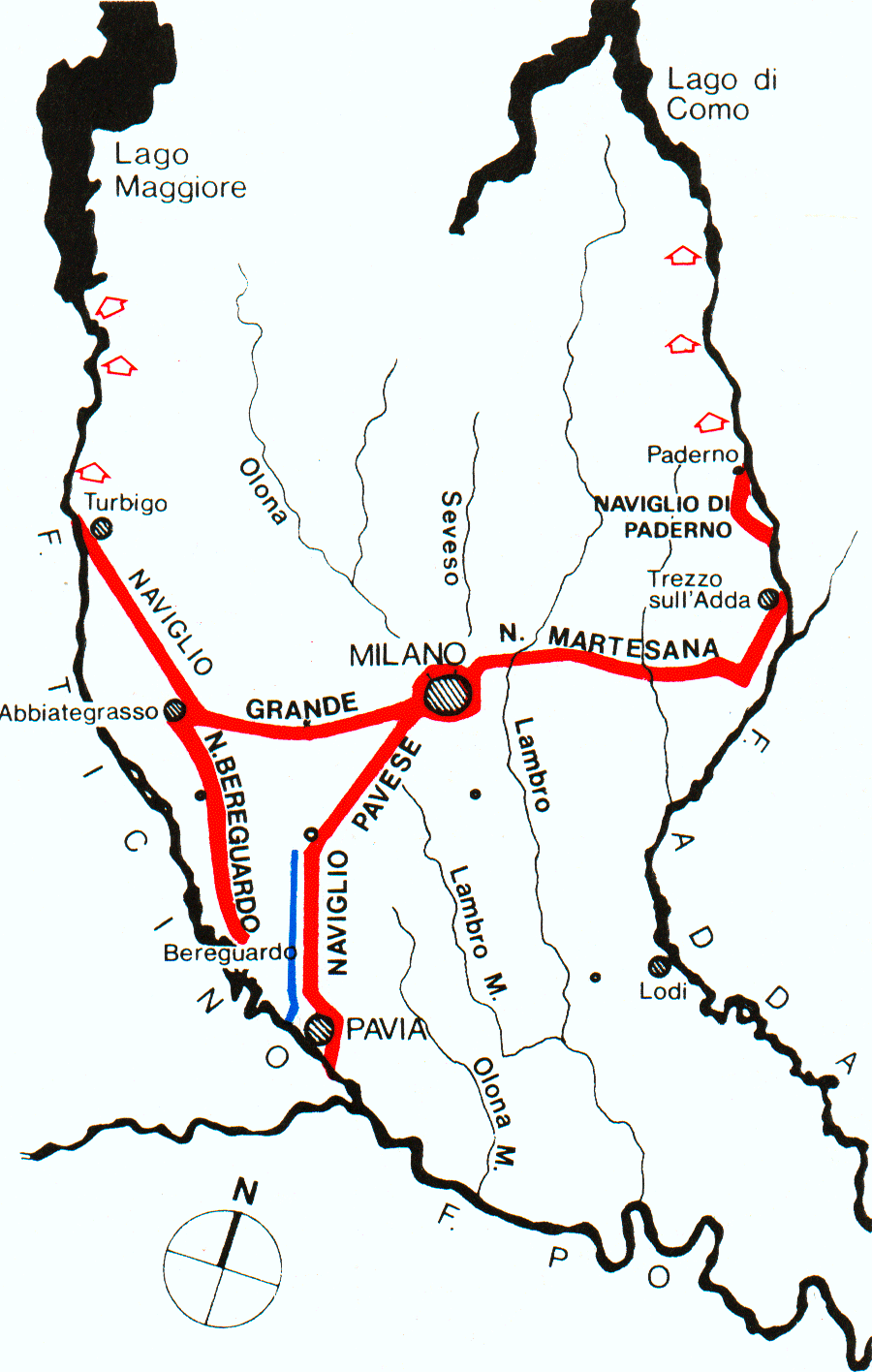
Navigli del Milanese e del Pavese

Canali e corsi d'acqua bolognesi

Il naviglio è un canale artificiale usato per la navigazione o l'irrigazione, tipico dell'Italia settentrionale. Il termine "naviglio" deriva dal latino navigium, che significa "imbarcazione", indicando quindi, stricto sensu, anche un "canale navigabile".

## Elenco dei navigli

### Emilia-Romagna
Bologna
- Canali di Bologna
  - Canale Navile
  - Canale di Savena
  - Canale di Reno
  - Canale delle Moline

Correggio
- Naviglio di Correggio

Modena
- Naviglio di Modena

Parma
- Naviglio navigabile di Parma
- Naviglio nuovo

### Lombardia
- Canale Villoresi
- Canale della Muzza

Bergamo
- Fosso bergamasco

Brescia
- Naviglio di Brescia

Cremona e provincia
- Naviglio di Cremona
- Naviglio della Melotta
- Naviglio Pallavicino
- Naviglio Nuovo Pallavicino
- Canale Navarolo

Mantova
- Canale Bogina

Milano e città metropolitana
- Navigli di Milano
  - Naviglio di Bereguardo
  - Naviglio Grande
  - Naviglio della Martesana
  - Naviglio di Paderno
  - Naviglio Pavese
  - Cerchia dei Navigli (non più esistente)
  - Naviglio di San Marco (non più esistente)
  - Naviglio Vallone (non più esistente)
- Vettabbia

Pavia e provincia
- Naviglio Pavese
- Naviglio Sforzesco
- Naviglio Langosco

### Piemonte
Ivrea
- Naviglio di Ivrea

Provincia di Novara
- Naviglio Sforzesco
- Naviglio Langosco

### Veneto
Padova
- Naviglio interno
- Naviglio del Brenta